# Orakei
La ville de Orakei (maori de Nouvelle-Zélande : Ōrākei) est une banlieue de la cité d'Auckland, située dans l'Île du Nord de la Nouvelle-Zélande.

## Situation
Elle est localisée sur une péninsule à 5 kilomètres à l'est du centre-ville, sur la berge du port de Waitemata, qui s’étend au nord de la baie d' « Hobson Bay » et du volcan Orakei Basin (en), deux bras du port de Waitemata, qui s'étendent vers l'ouest et le sud. 
Vers l'est, se trouve la banlieue de Mission Bay.
L'embouchure du port de Waitemata est situé immédiatement au nord de la banlieue d'Orakei, s'étendant entre Bastion Point (en), qui fait partie d’Orakei, et le promontoire de North Head (en), situé dans la banlieue de  Devonport sur la berge nord du port.

## Municipalités limitrophes
c’est le siège de la gare  d 'Orakei (en)

## Mouvement de protestation Maori
La banlieue a attiré l'attention nationale en 1977, quand les protestataires Maoris occupèrent les terres vacantes au niveau de « Bastion Point ». 
Ces terres, qui avaient autrefois appartenu à l'iwi des Ngāti Whātua (en), avaient été acquises peu cher pour des travaux publics de nombreuses décades dans le passé et les membres des tribus occupèrent le terrain, en demandaient leur retour. 
Le site fut donc largement rendu à cet iwi après une longue occupation musclée mais entièrement sans effusion de sang.

## Maisons
Orakei est le siège de quelques-unes des plus chères des propriétés d'Auckland. 
Paritai Drive dans Orakei est généralement considérée comme la rue la plus chère d'Auckland, et probablement de toute la Nouvelle-Zélande. 
Le prix des maisons dans cette rue débute à 3 m$ et montent à 12 m$[Quand ?]. 
L'école secondaire locale est le College Selwyn (en).

## Mémorial Savage
Bastion Point est le lieu du « Savage Memorial », la tombe et le jardin du mémorial créé pour Michael Joseph Savage, le premier premier ministre de Nouvelle-Zélande du Parti travailliste et un des plus populaires des premiers ministres du pays, qui est mort en fonction en 1940. 
L'ensemble magnifique de style Art déco  est l’œuvre de Tibor Donner (en) et d’Anthony Bartlett et fut ouvert officiellement en 1943 . Il donne une vue remarquable sur le port de Waitemata.

## Autres lectures
- (en)John Stacpoole. A.H et A.W Reed, Colonial Architecture In New Zealand, 1976
- (en) G.W.A Bush, Decently And In Order, The Centennial History of the Auckland City Council, Collins, 1971.